# تشيب دوغلاس
تشيب دوغلاس (بالإنجليزية: Chip Douglas)‏ هو منتج أسطوانات وكاتب أغاني أمريكي، ولد في 27 أغسطس 1942 في سان فرانسيسكو في الولايات المتحدة.

## وصلات خارجية
- تشيب دوغلاس على موقع IMDb (الإنجليزية)
- تشيب دوغلاس على موقع ميوزك برينز (الإنجليزية)
- تشيب دوغلاس على موقع أول ميوزيك (الإنجليزية)
- تشيب دوغلاس على موقع ديسكوغز (الإنجليزية)
- تشيب دوغلاس على موقع ديسكوغز (الإنجليزية)